# Манфред (поэма)
«Манфред» (англ. «Manfred») — философско-драматическая поэма-трагедия лорда Байрона, впервые в полном виде опубликованная в июне 1817 года. Дебют Байрона-драматурга одно из наиболее глубоких и значимых произведений поэта в диалогическом жанре, не без оснований считается апофеозом байроновского пессимизма.

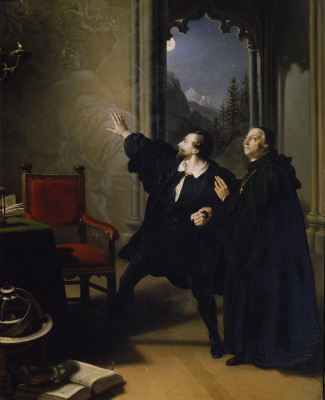
Картина «Смерть Манфреда» кисти худ. И. П. Крафта. 1825

## История
Создана между 1816 и 1817 годами под вдохновением от пребывания Байрона в Швейцарии в 1816 году, во время которого поэт совершал многочисленные походы в высокие Альпы.
Поэма Байрона была создана в традициях готического романа почти одновременно с романом Франкенштейн Мэри Шелли и является одним из важнейших произведений литературы ужасов в английском романтизме.
Автор обозначил «Манфреда» как «метафизическую драму». В произведении описываются внутренние переживания и духовные муки главного героя, вызванные тяжелым чувством вины из-за загадочного поступка, совершенного в прошлом. Манфред ищет спасения и искупления у разных «духов», но, в конце концов, умирает.
Произведение содержит автобиографические элементы, поскольку было написано вскоре после сложных событий в жизни Байрона, связанных с его личной жизнью, которые привели к его выезду из Великобритании в Швейцарию.

## Сюжет
Акт первый. Манфред – лорд, живущий в замке в Альпах. Его мучает какой-то грех, связанный с его возлюбленной Астартой, которая теперь умерла, и он стремится стереть память об этом преступлении. (Многие критики считают, что речь идет о кровосмесительной связи.) Манфред использует магические способности, которые он развил, чтобы вызвать семь духов. Он просит дать ему силу забыть, потому что его терзает чувство вины. Духи говорят ему, что не в их власти дать ему способность забывать, и что единственный известный им способ – это умереть. Манфред прогоняет духов, не удовлетворившись их ответом. В отчаянии он отправляется гулять в Альпы и решает покончить с собой, прыгнув со скалы. Охотник на серн замечает странное поведение Манфреда и спасает его в последнюю секунду.
Акт второй. Из гостеприимства охотник на серн предлагает Манфреду немного вина, под действием которого Манфред объясняет, что его вина связана с кровью, которая текла между ним и Астартой. Манфред заявляет, что должен понести наказание за своё преступление. Охотник за сернами пытается убедить Манфреда искать спасения в терпении и молитве, но Манфред уходит. Затем Манфред вызывает фею Альпийских гор и просит её воскресить Астарту. Фея предлагает вызвать дух Астарты в обмен на вечное повиновение Манфреда ей, но Манфред отказывается. Тогда Манфред призывает великого духа Аримана. Сначала появляются помощники Аримана, Судьбы, и высмеивают людей, таких как Манфред. Когда появляется Ариман, Манфред отказывается поклониться ему, чем шокирует Судьбы. Ариман вызывает дух Астарты, который сначала молчит. Манфред молит Астарту о прощении. Но дух говорит лишь, что наутро Манфред умрет.
Акт третий. Манфред в своем замке готовится к смерти. Его посещает аббат Сен-Морис, который знает, что Манфред общался с демоническими духами. Он предлагает помочь привести Манфреда к спасению, но Манфред отказывается, считая, что он слишком далеко зашёл и каяться поздно. Манфред уходит. Аббат удивлён и встревожен глубиной уныния Манфреда, но намерен предпринять все возможное для его спасения. Позже ночью слуги Манфреда замечают, что Манфред затворился в башне. Аббат появляется вновь, требуя встречи с Манфредом. В башне аббат присутствует при появлении демона, который должен проводить Манфреда на смерть. Манфред отказывается подчиняться и этому демону, и появляющимся далее духам. Духи исчезают, но смерть близка к Манфреду. Аббат просит его покаяться, но Манфред умирает, говоря, что смерть не страшна. Аббат говорит, что ему страшно подумать, куда делась душа Манфреда.
«Манфред» стал известен, в основном, благодаря композиторам Роберту Шуману и Петру Чайковскому, которые создали музыкальные произведения на этот сюжет. Следует отметить, что прощения Манфреда, которым заканчивается симфония Чайковского, нет в оригинальном произведении Байрона.